# 契嵩
佛日契嵩（1007年—1072年），俗姓李，字仲靈，自號潛子，藤州鐔津縣人，北宋著名高僧，雲門宗法嗣。宋仁宗賜號「明教大師」。
閩中瑜珈派巫師奉祀的「嵩公道德」，疑似就是契嵩。通常與吳太宰一併奉祀。

## 生平
契嵩九歲出家，十三歲得到度牒，受戒落髮，十九歲開始四處尋訪明師，得法於洞山曉聰禪師。
當時儒學復興，學者多依韓愈的主張，排斥佛道。契嵩作〈原教篇〉、〈孝論〉等，主張儒佛一貫，以對抗當時理學家排佛的風氣。
皇祐年間，著《禪宗定祖圖》、《傳法正宗記》，抱其書遊京師，上奏朝廷。宋仁宗對他極為賞識，詔付傳法院，收集他的著作，編成《嘉祐集》。

## 著作
著有《嘉祐集》、《治平集》、《鐔津文集》。